# Efva Lilja
Efva Maria Kristina Lilja (født 1956 i Huskvarna, Sverige) er en svensk kunstner og professor i koreografi, der arbejder med forestillinger, billedkunst, film og tekst. 
Siden 1980'erne har Efva Lilja taget del af en kritisk udvikling af den kulturpolitiske retning både i Sverige og udlandet. Hun har promoveret, udviklet og initieret kunstnerisk forskning inden for dans og koreografi.

## Biografi
Efva Lilja fik sin professionelle uddannelse på Balettakademien, og på University of Dance (nu University of Dance and Circus (en)) i Stockholm, hvor hun blev færdiguddannet i 1980. Hendes efterfølgende træning fandt sted på Royal Academy of Dance i England, i Frankrig og USA. I 1980-1981 studerede hun på Merce Cunningham Dance Foundation i New York, hvor hun også tog  klasser med Robert Ellis Dunn og workshops på Columbia University.
Hun debuterede som koreograf i 1982. I 1985 startede hun E. L. D., et dansekompagni hvor hun var kunstnerisk leder i tyve år. Igennem E. L. D. etablerede Lilja en ny måde at arbejde med dansekunsten på i Sverige. I 2006 blev E. L. D. til  Weld, en uafhængig platform for eksperimenterende processer og vidensproduktion, med Anna Koch som kunstnerisk leder.
Mellem 2006 og 2013 var hun Vice-Kansler for DOCH i Stockholm. I 2016 blev hun kunstnerisk leder for Dansehallerne i København.Dansehallerne Arkiveret 30. september 2017 hos  Wayback Machine

## Værk
I samarbejde med andre kunstnere har Lilja skabt banebrydende værker som er blevet udført i mere end 35 lande på store scener, små intime spillesteder, på tv, i film, i skoler og i alternative kunst forum. I 1994 producerede hun Entre Nr Espaces efter kommission fra Centre Georges Pompidou i Paris. Hun producerede En Blid Skåret i 2000 og ELDSTAD i 2003 for det Svenske Museum for Moderne Kunst. I 2001 producerede hun Den Lysende Drøm Ild til Guggenheim Museet i Bilbao.

## Priser og legater
Lilja har modtaget en række priser og legater for sine kunstneriske præstationer. Hun blev udnævnt til æresmedlem af det Internationale Center for Kulturelle Forbindelser i 1999, og i 2000 modtog hun Prix D'ASSITEJ og i 2009 blev hun tildelt S:t Erik Medallion i anledning af hendes kunstneriske resultater af Byen Stockholm.

## Kunstnerisk Forskning
I 2003 blev Lilja udnævnt til professor ved DOCH. Mellem 2002 og 2004 forskede hun på Dance in a Frozen Landscape, et projekt der tog sit udgangspunkt i en to-måneders ekspedition til Nordpolen, hvor hun udforskede sine evner til at danse under ekstreme omstændigheder. Mellem 2003 og 2006 arbejdede hun med sit projekt Movement as The Memory of The Body, præsenteret gennem tre forestillinger: The Memory, (2003), Using The Eye In The Middle Of The Head (2004) og Smiling At Death (2005). Hun er involveret i både nationale og internationale organisationer for kunstneres muligheder til at udføre forskning, f.eks. Society for Artistic Research (SAR) og Europa League of Institutes of the Arts (ELIA). Hun er også foredragsholder og i 2006-2013 var hun Vice-Kansler for Universitetet i Dans og Cirkus (DOCH) i Stockholm.

## Arkiv
Supplerende biografiske oplysninger og en komplet liste over værk kan findes på Efva Liljas web site, i den Svenske Nationale Encyklopædi, og andre opslagsværk. Oplysninger kan også findes i arkiverne på det svenske Dansmuseet, og i arkivet på Kungliga Biblioteket i Sverige (Kungliga Biblioteket, Enheten för handskrifter, kartor och bilder. Acc.nr 2009/20).